# Femke Bol
Femke Bol, född 23 februari 2000 i Amersfoort, Nederländerna, är en nederländsk friidrottare med specialisering på 400 meter häck och 400 meter slätt. Hennes främsta styrka är den senare delen av loppet.
Hon har blivit nederländsk mästare inomhus fem gånger på 400 meter (2019, 2021, 2022, 2023 och 2024).

## Karriär
2019 vann hon guld på 400 meter häck vid Junioreuropamästerskapen i friidrott i Borås, Sverige med tiden 56,25. Hon deltog senare i Världsmästerskapen i friidrott 2019, den 27 september–6 oktober, i Doha, Qatar. Hon deltog i tävlingarna på 400 meter häck och tog sig där till semifinal på tid. Senare sprang hon final på stafett 4 × 400 meter med det nederländska laget. Hon var även obesegrad i Diamond League år 2020.
Den 1 juli 2021 vid en tävling i Bislett, Oslo, sprang hon 400 meter häck på tiden 53,33, vilket var den fjärde bästa tiden genom tiderna. Tiden var även nederländskt rekord på distansen. Vid olympiska sommarspelen 2020 tog Bol brons på 400 meter häck och slog europarekordet då hon sprang på tiden 52,03.
I mars 2022 vid inomhus-VM i Belgrad tog Bol silver på 400 meter efter ett lopp på 50,57 sekunder, där hon endast blev besegrad av Shaunae Miller-Uibo. Bol var även en del av Nederländernas stafettlag som tog silver på 4×400 meter. I juli 2022 vid VM i Eugene var Bol en del av Nederländernas lag som tog silver på 4×400 meter mixstafett. Vid samma mästerskap tog hon tog även silver på 400 meter häck. Följande månad vid EM i München tog Bol guld på 400 meter och satte ett nytt nationsrekord på 49,44 sekunder. Vid EM tog hon även guld på 400 meter häck samt var en del av Nederländernas stafettlag som tog guld på 4×400 meter stafett.
Vid en inomhustävling i Boston den 4 februari 2023 sprang Bol den udda distansen 500 m på tiden 1.05,63, vilket är världsbästanotering på sträckan. Det räknas således inte som officiellt världsrekord. Den 19 februari 2023 vid nationstävlingar i Apeldoorn inomhus slog hon världsrekord på 400 meter med tiden 49,26 sekunder. Detta var en putsning av ett 41 år gammalt rekord med 33 hundradelar. I mars 2023 vid inomhus-EM i Istanbul tog hon guld på 400 meter samt var en del av Nederländernas stafettlag som tog guld och noterade nytt mästerskaps- och nationsrekord på 4×400 meter.
Vid OS 2024 tog hon guld på den mixade lång stafetten, silver på damernas långa stafett och brons på 400 meter häck.

## Privat
Femke Bol har sedan 2021 ett förhållande med belgiske stavhopparen Ben Broeders.

## Personliga rekord
Utomhus
| Disciplin      | Tid                | Datum           | Plats             |
| -------------- | ------------------ | --------------- | ----------------- |
| 100 m          | 12,53 s (+1,8 m/s) | 5 maj 2016      | Vught             |
| 200 m          | 22,88 s (+0,8 m/s) | 29 juli 2023    | Breda             |
| 400 m          | 49,44 s 0NR0       | 17 augusti 2022 | München           |
| 400 meter häck | 50,95 s 0AR0       | 14 juli 2024    | La Chaux-de-Fonds |

Inomhus
| Disciplin | Tid          | Datum           | Plats     |
| --------- | ------------ | --------------- | --------- |
| 60 m      | 7,73 s       | 1 februari 2020 | Apeldoorn |
| 200 m     | 22,64 s 0NR0 | 3 februari 2024 | Metz      |
| 400 m     | 49,17 s 0VR0 | 2 mars 2024     | Glasgow   |
| 800 m     | 2.19,51      | 8 januari 2017  | Dortmund  |

- NR – Nationsrekord
- VR – Världsrekord